# Stephanie Koenig
Stephanie Koenig (* 1. September 1987) ist eine US-amerikanische Schauspielerin.

## Leben
Stephanie Koenig studierte an der Michigan State University, das Studium schloss sie 2009 als Bachelor of Fine Arts in Theatre ab. 2017 schrieb und produzierte sie die Comedy-Webserie Stupid Idiots, in der sie auch die Hauptrolle übernahm.
Episodenrollen hatte sie unter anderen in Serien wie Selfie (2014), About a Boy (2015), Navy CIS (2015) und Jane the Virgin (2017). 2017/18 war sie in der Comedyserie Swedish Dicks als Eve zu sehen, 2020 spielte sie in der ersten Staffel der Serie The Flight Attendant mit Kaley Cuoco die Rolle der Sabrina Oznowich. In der Mini-Serie The Offer (2022) übernahm sie die Rolle der Andrea Eastman.
In der im Oktober 2023 auf Apple TV+ veröffentlichten Literaturverfilmung Eine Frage der Chemie basierend auf dem gleichnamigen Roman von Bonnie Garmus mit Brie Larson und Lewis Pullman verkörperte sie die Rolle der Fran Frask. Ebenfalls im Oktober 2023 kam die Filmkomödie Sick Girl – Lügen haben kurze Beine mit Nina Dobrev in die amerikanischen Kinos, in der sie als Cece eine der Hauptrollen übernahm.
In den deutschsprachigen Fassungen wurde sie unter anderem von Susanne Geier in Eine Frage der Chemie und Navy CIS, von Anne Düe in The Flight Attendant und Storm Hunters, von Dina Kürten in The Offer, von Samira Jakobs in Swedish Dicks sowie von Friederike Sipp in Jane the Virgin synchronisiert.

## Filmografie (Auswahl)
- 2008: Tally Hall’s Internet Show – Potato Vs. Spoon (Fernsehserie)
- 2011: Late Night with Jimmy Fallon (Fernsehserie, eine Episode)
- 2011: Pretend Time – PETA Not on Set (Fernsehserie)
- 2012: Home Run Showdown
- 2013: Highland Park
- 2014: Goodbye for Now (Kurzfilm)
- 2014: Mixology – Jessica & Ron (Fernsehserie)
- 2014: The 4 to 9ers: The Day Crew (Fernsehserie)
- 2014: Down with David (Fernsehserie)
- 2014: Storm Hunters (Into the Storm)
- 2014: Weg mit der Ex (Burying the Ex)
- 2014: Necrolectric (Mini-Serie)
- 2014: Selfie – Stick in the Mud (Fernsehserie)
- 2014: Once Upon a Zipper (Kurzfilm)
- 2014: For Auld Lang Syne (Kurzfilm)
- 2014: Down with David
- 2015: About a Boy – Die Katzenparty (Fernsehserie)
- 2015: Dial a Prayer
- 2015: Navy CIS – Inkognito (NCIS: Naval Criminal Investigative Service, Fernsehserie)
- 2016: Batman v Superman: Dawn of Justice
- 2016: The Gay and Wondrous Life of Caleb Gallo (Mini-Serie)
- 2016: Made in China (Kurzfilm)
- 2016: Miss Suzy Norman (Kurzfilm)
- 2017: Stupid Idiots (Webserie)
- 2017: Jane the Virgin – Kapitel zweiundfünfzig (Fernsehserie)
- 2017: Everything Is Free
- 2017: How to Be a Slut in America
- 2017–2018: Swedish Dicks (Fernsehserie)
- 2018: The Reason Nobody Likes You (Kurzfilm)
- 2018: Curtis: Single Gay Friend (Kurzfilm)
- 2018: Grandmother’s Gold
- 2019: Web Series: The Movie
- 2019: Johnno and Michael Try – Johnno and Michael Try a Sleepover (Fernsehserie)
- 2019: Second Chances with Jason Nash – Jason Nash Confronts His Internet Bully (Fernsehserie)
- 2019: Simply Having (Kurzfilm)
- 2019: Modern Family – Perfekte Paare (Fernsehserie)
- 2020: Quad
- 2020: Good Luck with Everything
- 2020: The Flight Attendant (Fernsehserie)
- 2021: A Spy Movie
- 2022: The Offer (Mini-Serie)
- 2023: Eine Frage der Chemie (Lessons in Chemistry, Fernsehserie)
- 2023: Sick Girl – Lügen haben kurze Beine (Sick Girl)
- 2024: English Teacher (Fernsehserie)
- 2025: Mid-Century Modern (Fernsehserie, eine Folge)

## Auszeichnungen und Nominierungen
Critics’ Choice Television Award
- 2025: Nominierung als beste Nebendarstellerin in einer Comedyserie für English Teacher[7]